# イクストンFC
イクストン・フットボールクラブ（Ilkeston Football Club）は、イングランド、ダービーシャー、イクストンを本拠地とするサッカークラブチームである。2012-2013シーズンはノーザンプレミアリーグ・プレミアディヴィジョン（7部相当）に所属。

## 概要
1894年にイクストン・タウンFC (Ilkeston Town F.C.) として創設された。2011年に現在の名称に改めている。2011-2012シーズンは所属していた8部相当のリーグにおいて、昇格プレーオフ圏内の3位でシーズンを終えた。昇格プレーオフではリーク・タウンFCとのプレーオフ決勝を制し、翌シーズンのプレミアディヴィジョン昇格を決めた。

## タイトル

### 国内タイトル
- ミッドランドアリアンス:1回

1967-1968
- ウェストミッドランズ(リージョナル)リーグ・プレミアディヴィジョン:1回

1993-1994
- ウェストミッドランズ(リージョナル)リーグ・ディヴィジョン1:1回

1991-1992

### 国際タイトル
- なし

### 過去のリーグ順位
- 2001-2002

Southern League Premier Division 10位
- 2002-2003

Southern League Premier Division 21位 降格
- 2003-2004

Southern League Division One West 10位
- 2004-2005

Northern Premier League Division One 2位 昇格
- 2005-2006

Northern Premier League Premier Division 16位 降格
- 2006-2007

Northern Premier League Premier Division 12位
- 2007-2008

Northern Premier League Premier Division 17位
- 2008-2009

Northern Premier League Premier Division 2位 昇格
- 2009-2010

Conference North 8位
- 2010-2011

リーグ不参加
- 2011-2012

Northern Premier League Division One South 3位 昇格